# Bieg na 400 metrów przez płotki

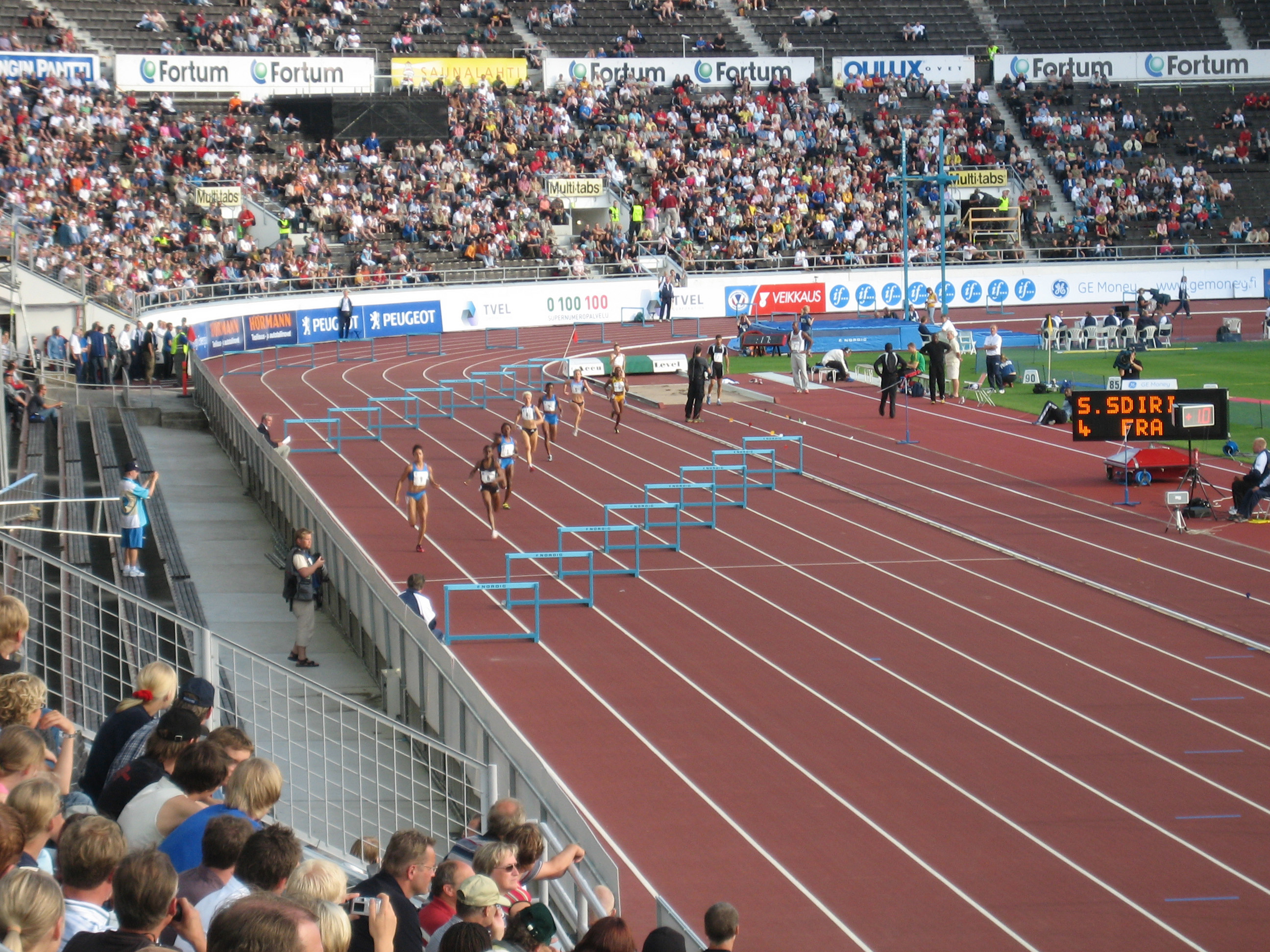
Bieg na 400 m przez płotki

Bieg na 400 metrów przez płotki – jedna z biegowych konkurencji lekkoatletycznych, bieg płotkarski rozgrywany na otwartym stadionie zarówno przez kobiety, jak też przez mężczyzn. Zawodnicy muszą pokonać 10 płotków rozmieszczonych równomiernie na dystansie równym jednemu okrążeniu stadionu. Kobiety –pokonują płotki o wysokości 76,20 cm, a mężczyźni pokonują płotki o wysokości 91,40 cm. Płotki są niższe o kilkanaście centymetrów od tych ustawianych w biegach na 100 metrów kobiet i 110 metrów przez płotki mężczyzn.
Konkurencja ta w wykonaniu mężczyzn rozgrywana jest już od II Letnich Igrzyskach Olimpijskich w Paryżu (z wyjątkiem V Letnich Igrzysk Olimpijskich rozegranych w 1912 roku w Sztokholmie). Podczas II Letnich Igrzysk Olimpijskich Paryż 1900 i III Letnich Igrzysk Olimpijskich Saint Louis 1904 rozgrywano ponadto bieg płotkarski na dystansie 200 m. Historia kobiecych występów podczas Igrzysk Olimpijskich w biegu na 400 m przez płotki jest o wiele krótsza. Po raz pierwszy ta konkurencja została rozegrana podczas XXIII Letnich Igrzysk Olimpijskich Los Angeles 1984. Podobnie ma się rzecz jeżeli chodzi o mistrzostwa Europy: mężczyźni startowali w biegu na 400 m ppł już od pierwszych mistrzostw rozegranych w 1934 roku, a kobiety dopiero od mistrzostw rozegranych w 1978 roku.
Incydentalnie bieg na 400 metrów przez płotki znajduje się w programie mityngów w hali, halowym rekordzistą świata w tej konkurencji jest reprezentant Dominikany Félix Sánchez (48,78 w 2012 roku).

## Najszybsi zawodnicy wszech czasów

### mężczyźni
Poniższa tabela przedstawia listę 10 najlepszych biegaczy na 400 metrów przez płotki w historii tej konkurencji (stan na 20 lipca 2022 r.)
- zobacz więcej na stronach World Athletics

### kobiety
Poniższa tabela przedstawia listę 10 najlepszych biegaczek na 400 metrów przez płotki w historii tej konkurencji (stan na 14 czerwca 2025 r.).
- zobacz więcej na stronach World Athletics

## Chronologia rekordu świata w biegu na 400 metrów przez płotki

### Mężczyźni[2]
| Wynik | Zawodnik          | Reprezentacja     | Data                      | Miejsce     |
| ----- | ----------------- | ----------------- | ------------------------- | ----------- |
| 55,0h | Charles Bacon     | Stany Zjednoczone | 22 lipca 1908(dts)        | Londyn      |
| 54,0h | Frank Loomis      | Stany Zjednoczone | 16 sierpnia 1920(dts)     | Antwerpia   |
| 53,8h | Sten Pettersson   | Szwecja           | 4 października 1925(dts)  | Colombes    |
| 52,4h | Johnny Gibson     | Stany Zjednoczone | 2 lipca 1927(dts)         | Lincoln     |
| 52,0h | Morgan Taylor     | Stany Zjednoczone | 4 lipca 1928(dts)         | Filadelfia  |
| 51,9h | Glenn Hardin      | Stany Zjednoczone | 1 sierpnia 1932(dts)      | Los Angeles |
| 51,8h | Glenn Hardin      | Stany Zjednoczone | 30 czerwca 1934(dts)      | Milwaukee   |
| 50,6h | Glenn Hardin      | Stany Zjednoczone | 26 lipca 1934(dts)        | Sztokholm   |
| 50,4h | Jurij Litujew     | ZSRR              | 20 września 1953(dts)     | Budapeszt   |
| 49,5h | Glenn Davis       | Stany Zjednoczone | 29 czerwca 1956(dts)      | Los Angeles |
| 49,2h | Glenn Davis       | Stany Zjednoczone | 6 sierpnia 1958(dts)      | Budapeszt   |
| 49,2h | Salvatore Morale  | Włochy            | 14 września 1962(dts)     | Belgrad     |
| 49,1h | Rex Cawley        | Stany Zjednoczone | 13 września 1964(dts)     | Los Angeles |
| 48,94 | Geoff Vanderstock | Stany Zjednoczone | 11 września 1968(dts)     | Echo Summit |
| 48,12 | David Hemery      | Wielka Brytania   | 15 października 1968(dts) | Meksyk      |
| 47,82 | John Akii-Bua     | Uganda            | 2 września 1972(dts)      | Monachium   |
| 47,64 | Edwin Moses       | Stany Zjednoczone | 25 lipca 1976(dts)        | Montreal    |
| 47,45 | Edwin Moses       | Stany Zjednoczone | 11 czerwca 1977(dts)      | Westwood    |
| 47,13 | Edwin Moses       | Stany Zjednoczone | 3 lipca 1980(dts)         | Mediolan    |
| 47,02 | Edwin Moses       | Stany Zjednoczone | 31 sierpnia 1983(dts)     | Koblencja   |
| 46,78 | Kevin Young       | Stany Zjednoczone | 6 sierpnia 1992(dts)      | Barcelona   |
| 46,70 | Karsten Warholm   | Norwegia          | 1 lipca 2021(dts)         | Oslo        |
| 45,94 | Karsten Warholm   | Norwegia          | 3 sierpnia 2021(dts)      | Tokio       |

### Kobiety[3]
| Wynik | Zawodniczka               | Reprezentacja     | Data                     | Miejsce         |
| ----- | ------------------------- | ----------------- | ------------------------ | --------------- |
| 56,51 | Krystyna Kacperczyk       | Polska            | 13 lipca 1974(dts)       | Augsburg        |
| 55,74 | Tatjana Storożewa         | ZSRR              | 26 czerwca 1977(dts)     | Karl-Marx-Stadt |
| 55,63 | Karin Roßley              | NRD               | 13 sierpnia 1977(dts)    | Helsinki        |
| 55,44 | Krystyna Kacperczyk       | Polska            | 18 sierpnia 1978(dts)    | Berlin          |
| 55,31 | Tatjana Zielencowa        | ZSRR              | 19 sierpnia 1978(dts)    | Podolsk         |
| 54,89 | Tatjana Zielencowa        | ZSRR              | 2 września 1978(dts)     | Praga           |
| 54,78 | Marina Makiejewa          | ZSRR              | 27 lipca 1979(dts)       | Moskwa          |
| 54,28 | Karin Roßley              | NRD               | 18 maja 1980(dts)        | Jena            |
| 54,02 | Ana Ambrazienė            | ZSRR              | 11 czerwca 1983(dts)     | Moskwa          |
| 53,58 | Margarita Ponomariowa     | ZSRR              | 22 czerwca 1984(dts)     | Kijów           |
| 53,55 | Sabine Busch              | NRD               | 22 września 1985(dts)    | Berlin          |
| 53,32 | Marina Stiepanowa         | ZSRR              | 30 sierpnia 1986(dts)    | Stuttgart       |
| 52,94 | Marina Stiepanowa         | ZSRR              | 17 września 1986(dts)    | Taszkent        |
| 52,74 | Sally Gunnell             | Wielka Brytania   | 19 sierpnia 1993(dts)    | Stuttgart       |
| 52,61 | Kim Batten                | Stany Zjednoczone | 11 sierpnia 1995(dts)    | Göteborg        |
| 52,34 | Julija Pieczonkina        | Rosja             | 8 sierpnia 2003(dts)     | Tuła            |
| 52,20 | Dalilah Muhammad          | Stany Zjednoczone | 28 lipca 2019(dts)       | Des Moines      |
| 52,16 | Dalilah Muhammad          | Stany Zjednoczone | 4 października 2019(dts) | Doha            |
| 51,90 | Sydney McLaughlin         | Stany Zjednoczone | 27 czerwca 2021(dts)     | Eugene          |
| 51,46 | Sydney McLaughlin         | Stany Zjednoczone | 4 sierpnia 2021(dts)     | Tokio           |
| 51,41 | Sydney McLaughlin         | Stany Zjednoczone | 25 czerwca 2022(dts)     | Eugene          |
| 50,68 | Sydney McLaughlin         | Stany Zjednoczone | 22 lipca 2022(dts)       | Eugene          |
| 50,65 | Sydney McLaughlin-Levrone | Stany Zjednoczone | 30 czerwca 2024(dts)     | Eugene          |
| 50,37 | Sydney McLaughlin-Levrone | Stany Zjednoczone | 8 sierpnia 2024(dts)     | Paryż           |

## Rekordy świata ustanawiane przez Polki
- 56,7 s. - Danuta Piecyk (11 sierpnia 1973 w Warszawie)
- 56,51 s. - Krystyna Kacperczyk (13 lipca 1974 w Augsburgu)
- 55,44 s. - Krystyna Kacperczyk (18 sierpnia 1978 w Berlinie Zachodnim).

## Polscy medaliści wielkich imprez
| złote medale |
| ------------ |

- Stefan Kostrzewski – Letnie Mistrzostwa Świata Studentów, Warszawa 1924
- Włodzimierz Martinek – Europejskie Igrzyska Juniorów, Warszawa 1964
- Jerzy Pietrzyk – Mistrzostwa Europy Juniorów, Duisburg 1973
- Paweł Januszewski – Mistrzostwa Europy, Budapeszt 1998
- Paweł Januszewski - Uniwersjada, Palma de Mallorca 1999
- Marek Plawgo – Mistrzostwa Świata Juniorów, Santiago de Chile 2000
- Zofia Małachowska – Mistrzostwa Europy Juniorów, Grosseto 2001
- Paweł Januszewski - Igrzyska Frankofońskie, Ottawa 2001
- Marek Plawgo - Młodzieżowe Mistrzostwa Europy, Bydgoszcz 2003

| srebrne medale |
| -------------- |

- Stefan Kostrzewski – Akademickie Mistrzostwa Świata, Paryż 1928
- Stanisław Grędziński – Europejskie Igrzyska Juniorów, Warszawa 1964
- Jerzy Hewelt – Akademickie Mistrzostwa Świata, Rzym 1975
- Stefan Piecyk – Mistrzostwa Europy Juniorów, Donieck 1977
- Aleksandra Pielużek – Młodzieżowe Mistrzostwa Europy, Amsterdam 2001
- Małgorzata Pskit – Uniwersjada, Pekin 2001
- Marek Plawgo - Mistrzostwa Europy, Göteborg 2006

| brązowe medale |
| -------------- |

- Wiesław Król – Uniwersjada, Turyn 1959
- Tadeusz Kulczycki – Uniwersjada, Moskwa 1973
- Małgorzata Pskit - Młodzieżowe Mistrzostwa Europy, Turku 1997
- Dorota Wyszogrodzka – Światowe Igrzyska Młodzieży, Moskwa 1998
- Małgorzata Pskit - Igrzyska Frankofońskie, Ottawa 2001
- Paweł Januszewski - Mistrzostwa Europy, Monachium 2002
- Anna Jesień – Mistrzostwa Europy, Monachium 2002
- Marta Chrust – Uniwersjada, Izmir 2005
- Marek Plawgo - Mistrzostwa Świata, Osaka 2007
- Anna Jesień - Mistrzostwa Świata, Osaka 2007

## Polscy finaliści olimpijscy

### mężczyźni
- 6. Paweł Januszewski 48,44 2000
- 6. Marek Plawgo 49,00 2004
- 6. Marek Plawgo 48,52 2008

### kobiety
- 5. Anna Jesień 54,29 2008

## Polscy finaliści mistrzostw świata

### mężczyźni
- 3. Marek Plawgo 48,12 2007
- 5. Paweł Januszewski 48,19 1999
- 6. Paweł Januszewski 48,57 2001
- 7. Patryk Dobek 49,14 2015
- 8. Ryszard Szparak 49,78 1983

### kobiety
- 3. Anna Jesień 53,92 2007
- 4. Anna Jesień 54,17 2005
- 8. Małgorzata Pskit 55,58 2005

## Polacy w dziesiątkach światowych tabel rocznych

### mężczyźni
- 1926 – 9-11. Stefan Kostrzewski, 55,4
- 1929 – 7. Stefan Kostrzewski, 54,2
- 1975 – 10-11. Jerzy Hewelt, 49,5
- 1998 – 9. Paweł Januszewski, 48,17
- 1999 – 9. Paweł Januszewski, 48,19
- 2001 – 8. Marek Plawgo, 48,16
- 2001 – 10. Paweł Januszewski, 48,40
- 2002 – 10. Marek Plawgo, 48,25
- 2003 – 8. Marek Plawgo, 48,45
- 2004 – 10. Marek Plawgo, 48,16
- 2006 – 10-11. Marek Plawgo, 48,57
- 2007 – 5. Marek Plawgo, 48,12
- 2015 -  9. Patryk Dobek, 48,40

### kobiety
- 1973 – 1. Danuta Piecyk, 56,7
- 1973 – 3. Krystyna Kacperczyk, 57,4
- 1973 – 4. Elżbieta Skowrońska, 57,7
- 1973 – 9-10. Marta Skrzypińska, 60,2
- 1973 – 9-10. Zofia Zwolińska, 60,2
- 1974 – 1. Krystyna Kacperczyk, 56,51
- 1974 – 3. Danuta Piecyk, 56,83
- 1974 – 6. Zofia Zwolińska, 58,87
- 1975 – 10. Danuta Piecyk, 58,5
- 1977 – 4. Irena Szewińska, 56,62
- 1977 – 5. Krystyna Kacperczyk, 56,78
- 1978 – 4. Krystyna Kacperczyk, 55,44
- 1978 – 10. Genowefa Błaszak, 56,67
- 1981 – 6. Genowefa Błaszak, 55,78
- 1982 – 10. Genowefa Błaszak, 55,76
- 1984 – 8. Genowefa Błaszak, 54,78
- 1985 – 2. Genowefa Błaszak, 54,27
- 1986 – 7. Genowefa Błaszak, 54,47
- 1987 – 9. Genowefa Błaszak, 54,96
- 2005 – 5. Anna Jesień, 53,96
- 2007 – 5. Anna Jesień, 53,86
- 2008 – 8. Anna Jesień, 54,29
- 2009 – 9. Anna Jesień, 54,31

## Polacy w rankinguTrack & Field News

### mężczyźni
- 1957: 9. Janusz Kotliński
- 1982: 10. Ryszard Szparak
- 1983: 10. Ryszard Szparak
- 1998: 9. Paweł Januszewski
- 2000: 8. Paweł Januszewski
- 2001: 9. Paweł Januszewski
- 2002: 10. Paweł Januszewski
- 2004: 10. Marek Plawgo
- 2006: 9. Marek Plawgo
- 2007: 2. Marek Plawgo
- 2008: 7. Marek Plawgo
- 2015: 9. Patryk Dobek

### kobiety
- 1977: 3. Irena Szewińska
- 1977: 4. Elżbieta Katolik
- 1977: 5. Krystyna Kacperczyk
- 1978: 5. Krystyna Kacperczyk
- 1978: 10. Genowefa Błaszak
- 1981: 2. Genowefa Błaszak
- 1984: 7. Genowefa Błaszak
- 1985: 4. Genowefa Błaszak
- 1986: 6. Genowefa Błaszak
- 1987: 7. Genowefa Błaszak
- 2005: 4. Anna Jesień
- 2005: 8. Małgorzata Pskit
- 2006: 8. Anna Jesień
- 2007: 3. Anna Jesień
- 2008: 6. Anna Jesień
- 2009: 6. Anna Jesień